# 1990 في العراق
فيما يلي قوائم الأحداث التي وقعت خلال عام 1990 في العراق.
2 اغسطس حرب الخليج الثانية

## سياسة

### انتهاء فترة المنصب
- 28 أكتوبر – عصام الجلبي وزير النفط.

## مواليد

### يناير
- 1 يناير – دعاء خليل أسود
- 1 يناير – صفاء الجميلي

### فبراير
- 4 فبراير – سارة عيدان
- 5 فبراير - آسر ويست، ممثل تركي ذو أصل عراقي.
- 10 فبراير – مصطفى احمد حسن لاعب كرة قدم دنماركي.

### يوليو
- 1 يوليو – نبيل صباح لاعب كرة قدم عراقي.
- 17 يوليو – أمجد راضي لاعب كرة قدم عراقي.

### أغسطس
- 4 أغسطس – ستار سعد مغني عراقي.
- 19 أغسطس – زينب العقابي

### ديسمبر
- 1 ديسمبر – بيار أبو بكر لاعب كرة قدم عراقي.

## وفيات

### يناير
- 1 يناير – شاكر صابر الضابط (مواليد 1913)
- 1 يناير – عبد اللطيف الشهابي (مواليد 1918) أديب وشاعر عراقي.
- 1 يناير – علي ممتاز الدفتري (مواليد 1901)
- 1 يناير – وحيدة خليل (مواليد 1928) مغنية ومطربة عراقية.

### مارس
- 15 مارس – فرزاد بازوفت (مواليد 1958) صحفي عراقي.

### أغسطس
- 31 أغسطس – شهاب الدين المرعشي النجفي (مواليد 1897)

### نوفمبر
- 30 نوفمبر – حميد خلخال (مواليد 1932)